# 宇和野村
宇和野村（うわのむら）は三重県南牟婁郡にあった村。現在の紀宝町の熊野灘沿岸にあたる。

## 地理
- 海洋：熊野灘
- 山岳：大烏帽子山
- 河川：熊野川、神内川

## 歴史
- 1889年（明治22年）4月1日 - 町村制の施行により、井田村・神内村・鵜殿村の区域をもって発足。
- 1894年（明治27年）2月13日 - 分割され、大字鵜殿に鵜殿村、大字井田・神内に井田村が発足。同日宇和野村廃止。

## 交通

### 鉄道路線
現在は旧村域に紀勢本線の紀伊井田駅・鵜殿駅が所在するが、当時は未開業。